# Guillaume Duplicy
Guillaume Pierre Joseph Duplicy (Longvilly, 13 januari 1879 - Bourcy, 1 mei 1938) was een Belgisch senator.

## Levensloop
Duplicy was een zoon van Pierre-Joseph Duplicy (1843-1902) en Marie-Catherine Collette (1847-1926). Hij trouwde met Marie-Ange Dohogne. Het gezin bleef kinderloos.
Landbouwer en fokker van beroep, werd Duplicy in 1922 katholiek senator voor het arrondissement Aarlen, na het overlijden van Alfred Orban de Xivry. Hij vervulde het mandaat tot in 1925.
Hij ging wonen op het stationsplein van Bourcy, in een herenwoning die als Hotel Jacquemart was uitgebaat en waarvan hij weer een privéwoning maakte.